# Legile (Platon)
Legile (în greacă veche Νόμοι) este un dialog scris de Platon.